# Gayle Hunnicutt
Pour les articles homonymes, voir Hunnicutt.
 (mai 2010).
Si vous disposez d'ouvrages ou d'articles de référence ou si vous connaissez des sites web de qualité traitant du thème abordé ici, merci de compléter l'article en donnant les références utiles à sa vérifiabilité et en les liant à la section « Notes et références ».
Gayle Hunnicutt, née le 6 février 1943 à Fort Worth (Texas) et morte le 31 août 2023 à Londres, est une actrice américano-britannique.

## Biographie
Fille d'officier, Gayle Hunnicutt étudie d'abord la littérature et le théâtre à l'université de Californie puis devient mannequin. Gayle Hunnicutt suit des cours d'art dramatique à Los Angeles, sous la direction, notamment, de Jean Renoir. Elle débute à la télévision en 1965 et au cinéma l'année suivante dans Les Anges sauvages de Roger Corman, film de motards avec Peter Fonda et Nancy Sinatra « dont le succès et la postérité sont très importants » (Dominique Rabourdin). Elle apparaît ensuite dans Max la menace, série parodique d'espionnage créée par Mel Brooks trois ans avant son passage au cinéma, et s'illustre dans trois films de genre : Syndicat du meurtre, avec George Peppard en détective désabusé et Raymond Burr en nabab sadique, La Valse des truands (Marlowe), avec James Garner, et Les Griffes de la peur, avec Eleanor Parker dans un de ses derniers rôles. Gayle Hunnicutt s'impose comme un des espoirs du cinéma américain. Sa rencontre, puis son mariage avec David Hemmings bouleversent sa carrière. Gayle quitte l'Amérique pour la Grande-Bretagne.
Elle travaille dans un premier temps avec son mari pour partenaire (dirigés par Richard Sarafian) et metteur en scène. Après Scorpio, un film policier de Michael Winner, avec Alain Delon et Burt Lancaster, elle s'essaie de nouveau au film d'horreur, mais remporte son plus grand succès le feuilleton The Golden Bowl, inspiré du roman La Coupe d'or de Henry James, dont la distribution comprend Barry Morse, future vedette de Cosmos 1999 et qui était déjà son partenaire dans Running Scared réalisé par David Hemmings.
L'année suivante, elle découvre la France avec Georges Franju : au cinéma et à la télévision, elle joue la femme à la sarbacane dans le film Nuits rouges et la série L'Homme sans visage, deux déclinaisons du même scénario, selon leur auteur et interprète Jacques Champreux. Elle incarne aussi la tsarine Alexandra Feodorovna dans la série télévisée La Chute des aigles, aux côtés de Charles Kay, Barry Foster et Curd Jürgens.
Gayle Hunicutt et David Hemmings divorcent en 1975. Gayle retourne en Amérique. Si elle figure dans diverses séries américaines — Switch, Taxi — qui constituent désormais son horizon géographique, c'est à cette époque qu'elle tourne en France la série des Fantômas, d'après Pierre Souvestre et Marcel Allain. Dans ce feuilleton réalisé par Claude Chabrol et Juan Bunuel, avec Helmut Berger dans le rôle-titre, elle est Lady Beltham, la tragique maîtresse du légendaire génie du crime. Elle tourne également en Grande-Bretagne dans Bizarre, bizarre, série inspirée par les nouvelles de Roald Dahl. Puis, quatorze ans après La Valse des truands, la comédienne retrouve le personnage de Philip Marlowe dans la série télévisée Philip Marlowe, détective privé — Powers Boothe ayant remplacé James Garner dans le rôle-titre.
Le milieu des années 1980 marque ses retrouvailles tardives avec le cinéma américain, mais désormais dans des rôles secondaires : Dream Lover d'Alan J. Pakula, Target d'Arthur Penn, avec Gene Hackman et Matt Dillon. Si sa carrière sur le grand écran ne redémarre pas vraiment, elle incarne à la télévision Irène Adler dans l'épisode pilote de la série Sherlock Holmes, avec Jeremy Brett. Un de ses derniers rôles marquants (mais la série est alors proche de sa fin) est celui de Vanessa Beaumont, le premier amour de JR dans Dallas où on est frappé par sa flagrante ressemblance avec Sue Ellen Ewing (Linda Gray).
Entre-temps, Gayle Hunnicutt effectue ses dernières incursions dans son genre de prédilection, celui du feuilleton à enquêtes : dix ans après Le Retour du Saint, elle donne la réplique au nouvel interprète du héros de Leslie Charteris ; elle est aussi au générique du téléfilm Le Retour des agents très spéciaux avec les acteurs originaux.
Gayle Hunnicutt renoue fugitivement avec le film d'horreur, figurant dans un épisode de la série Les Contes de la crypte, à laquelle participe aussi David Hemmings. Et, à l'époque où elle intervient dans Dallas, l'actrice paraît dans le film de science-fiction intitulé Un dieu rebelle, une production internationale d'après Il est difficile d'être un dieu, roman adapté par Jean-Claude Carrière et le réalisateur Peter Fleischmann.
En 1999, Gayle Hunnicutt fait partie de la distribution de Les Nouveaux Professionnels, série créée par Brian Clemens (Chapeau melon et bottes de cuir, Les Professionnels). Depuis, l'actrice s'est retirée des écrans.

### Vie privée
Gayle Hunnicutt a eu avec David Hemmings un fils, Nolan Hemmings, comédien dans le rôle-titre (enfant) de David Copperfield en 1983, qui s'est illustré à la télévision dans Frères d'armes (huit épisodes) en 2001 et a joué au cinéma avec son père dans Last Orders (2001) et Romantik (2007), le dernier film de David Hemmings. De son second mariage avec le journaliste Sir Simon Jenkins, elle a un second fils, Edward Jenkins. Divorcée depuis 2009, elle vivait en Floride.

## Filmographie

### Au cinéma
- 1966 : Les Anges sauvages de Roger Corman
- 1968 : Syndicat du meurtre de John Guillermin
- 1969 : Les Griffes de la peur de David Lowell Rich
- 1969 : La Valse des truands (Marlowe) de Paul Bogart
- 1970 : Le Tunnel de la peur de Richard Sarafian
- 1972 : Running Scared de David Hemmings
- 1972 : Scorpio de Michael Winner
- 1972 : La Maison des damnés de John Hough
- 1973 : Nuits rouges de Georges Franju
- 1973 : Voices de Kevin Billington
- 1975 : La Nuit de la peur (The Spiral Staircase) de Peter Collinson
- 1976 : Spécial Magnum (Una Magnum Special per Tony Saitta) d'Alberto de Martino
- 1976 : Le Sursis (The Sell Out) de Peter Collinson
- 1985 : Target d'Arthur Penn
- 1986 : Dream Lover d'Alan J. Pakula
- 1989 : Silence Like Glass (Zwei Frauen) de Carl Schenkel
- 1991 : Un dieu rebelle (Es ist nicht leicht ein Gott zu sein) de Peter Fleischmann

### À la télévision
- 1965 : Mister Roberts, série comique, un épisode
- 1967 : Max la menace, série comique, un épisode
- 1972 : The Golden Bowl, feuilleton en six épisodes d'après Henry James
- 1974 : La Chute des aigles, feuilleton en six épisodes
- 1975 : L'Homme sans visage, feuilleton en huit épisodes
- 1979 : Switch, série, un épisode
- 1979 : Le Retour du Saint, série policière, un épisode
- 1980 : Chroniques martiennes, d'après le roman de Ray Bradbury, feuilleton de Michael Anderson, trois épisodes
- 1980 : Fantômas,  feuilleton télévisé de Claude Chabrol et Juan Luis Buñuel, trois épisodes
- 1980 : La croisière s'amuse, série, deux épisodes
- 1981 : Kiss, téléfilm avec Tony Curtis, Sylvia Kristel
- 1982 : Matt Houston, série, un épisode
- 1983 : Taxi, série, un épisode
- 1983 : L'Île fantastique, série, un épisode
- 1983 : Philip Marlowe, détective privé (Marlowe), feuilleton d'après Raymond Chandler, un épisode
- 1983 : Le Retour des agents très spéciaux
- 1983 : Bizarre, bizarre, série, un épisode
- 1984 : Sherlock Holmes, série policière, avec Jeremy Brett, épisode intitulé Un scandale en Bohême
- 1986 : Le Rêve californien, feuilleton en quatre épisodes avec Richard Chamberlain, Alice Krige
- 1989 : Le Saint, série avec Simon Dutton, un épisode
- 1990-1991 : Dallas : série, avec Larry Hagman, où elle interprète Vanessa Beaumont dans 13 épisodes
- 1996 : Les Contes de la crypte, série, un épisode
- 1999 : Les Nouveaux Professionnels, série policière, un épisode